# クラブ・グアラニー
クラブ・グアラニー（スペイン語: Club Guaraní）は、パラグアイの首都アスンシオン郊外のドス・ボカス地区を本拠地とするサッカークラブである。エスタディオ・ロヘリオ・リビエーレスをホームスタジアムとしている。

## 概要
オリンピアに次いで、パラグアイで2番目に古いクラブである。
プリメーラ・ディビシオンでは10回優勝している。コパ・リベルタドーレスには10回以上出場しており、1966年大会ではベスト4に進出した。
チームカラーは黄色と黒色であり、創設者の一員であるメリーナ兄弟が数年間在籍していたウルグアイのCAペニャロールのユニフォームカラーに由来する。16世紀のイギリス人航海者であるフランシス・ドレークも紋章や盾に黄色と黒色を使用しており、このこともクラブカラー制定の際に理由のひとつとなった。

## 歴史

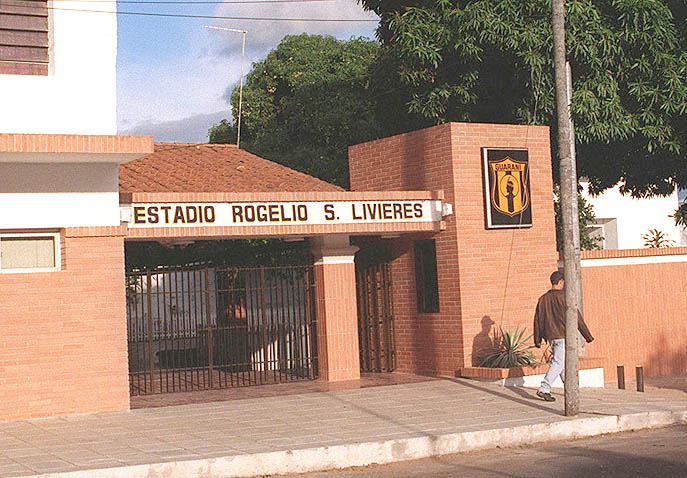
エスタディオ・ロヘリオ・リビエーレスの入口

1903年10月12日、フアン・パトリ初代会長の下、FCグアラニー（Football Club Guaraní）として創設された。名称はパラグアイの歴史において重要な位置を占める先住民族のグアラニー族に由来する。アボリーヘン（El Aborigen、「先住民」の意味）やカシーケ（El Cacique、「族長」の意味）という愛称を持つ。
クラブの黄金期は1960年代であり、国内リーグで3回優勝したことから「黄金の10年間（época de oro）」として記憶されている。
2010アペルトゥーラでは優勝決定戦でオリンピアを2-1で破り、26年ぶりのリーグ優勝を飾った。

## ライバル
パラグアイ最古のクラブはオリンピアであり、2番目に古いクラブがグアラニーであるため、オリンピアとの対戦はクラシコ・アニェーホ（最古のダービー）と呼ばれる。セグンダ・ディビシオン（2部）への降格経験がないクラブは、グアラニー、セロ・ポルテーニョ、オリンピアの3クラブのみである。

## タイトル
- プリメーラ・ディビシオン : 11回

1906, 1907, 1921, 1923, 1949, 1964, 1967, 1969, 1984, 2010前期, 2016後期

## 現所属メンバー
2021年6月18日現在
注：選手の国籍表記はFIFAの定めた代表資格ルールに基づく。
| No. | Pos. |              | 選手名                       |
| --- | ---- | ------------ | ---------------------------- |
| 1   | GK   | ウルグアイ   | ホルヘ・ババ                 |
| 2   | DF   | パラグアイ   | アレクシス・ビジャルバ       |
| 3   | DF   | コロンビア   | ジョアン・ロマーニャ         |
| 4   | DF   | パラグアイ   | ミゲル・ベニテス             |
| 5   | DF   | パラグアイ   | イバン・ラミレス             |
| 6   | DF   | アルゼンチン | ロランド・ガルシア           |
| 7   | MF   | パラグアイ   | ホセ・フロレンティン         |
| 9   | MF   | パラグアイ   | フェルナンド・フェルナンデス |
| 10  | MF   | アルゼンチン | バウティスタ・メルリーニ     |
| 11  | MF   | パラグアイ   | エドガル・ベニテス           |
| 12  | GK   | パラグアイ   | アルド・ペレス               |
| 13  | DF   | アルゼンチン | ギジェルモ・ベニテス         |
| 14  | MF   | ウルグアイ   | ロドリゴ・フェルナンデス     |

| No. | Pos. |              | 選手名                     |
| --- | ---- | ------------ | -------------------------- |
| 15  | DF   | パラグアイ   | ビクトル・ダバロス         |
| 16  | MF   | パラグアイ   | アンヘル・ベニテス         |
| 18  | DF   | アルゼンチン | エルナン・ロペス           |
| 19  | FW   | パラグアイ   | アレハンドロ・サムディオ   |
| 20  | DF   | パラグアイ   | ロベルト・フェルナンデス   |
| 21  | FW   | アルゼンチン | ニコラス・マナ             |
| 22  | FW   | パラグアイ   | ステベン・ペレス           |
| 23  | GK   | アルゼンチン | ガスパール・セルビオ       |
| 24  | DF   | パラグアイ   | ハビエル・バエス           |
| 26  | GK   | コロンビア   | デビス・バスケス           |
| 28  | MF   | アルゼンチン | フェルナンド・バリエントス |
| 33  | MF   | パラグアイ   | マティアス・セゴビア       |
| 37  | DF   | パラグアイ   | ワルテル・クラール         |

## 歴代監督
- ロランド・チラベルト (1999)
- カジェターノ・レ (2000)
- アニバル・ルイス (2000-2001)
- グスタボ・コスタス (2001-2003)
- カルロス・ディアルテ (2003)
- フアン・アマドル・サンチェス (2005)
- アルベルト・ホセ・ファネーシ (2006-2007)
- ロベルト・ロハス (2007)
- フェリックス・ダリオ・レオン (2008-2011)
- ベト・アウメイダ (2011)
- ハメス・フレイタス (暫定) (2011)
- パブロ・カバジェロ (2011-2012)
- ディエゴ・アロンソ (2012-2013)
- フェルナンド・フベロ (暫定) (2013)
- グスタボ・ディアス (2013)
- フェルナンド・フベロ (暫定) (2013-2015)
- ファブリシオ・バッサ (2015-2016)
- フランシスコ・アルセ (2016)
- ダニエル・ガルネロ (2016-2017)
- セバスティアン・サハ (2017-2018)
- フェルナンド・ブルゴ (暫定) (2018)
- フアン・マヌエル・アスコンサバル (2018)
- グスタボ・フロレンティン (2018-2019)
- グスタボ・コスタス (2019-2021)
- フェルナンド・フベロ (2021-2022)

## 歴代所属選手
- フリオ・マンスール
- パブロ・ヒメネス
- ダニエル・カルロス・シルバ・ドス・アンジョス
- ホセ・ルイス・チラベルト 1984
- ホルヘ・ヌニェス 2000-2001
- ダリオ・ベロン 2001
- ファビオ・ヌネス 2002-2004

- 福田健二 2004
- アウレリアーノ・トーレス 2004-2005, 2006
- ワシントン 2004-2005
- エルナン・バルコス 2005-2006
- フェデリコ・サンタンデール 2008-2010
- 田村祐基 2010
- フリオ・セサル・カセレス 2013-2018